# Округ Карбон (Пенсилванија)
Округ Карбон (енгл. Carbon County) је округ у америчкој савезној држави Пенсилванија.

## Демографија
По попису из 2010. године број становника је 65.249, што је 6.447 (11,0%) становника више него 2000. године.
| Група             | 2000.          | 2010.          |
| Белци             | 56.952 (96,9%) | 61.168 (93,7%) |
| Афроамериканци    | 353 (0,6%)     | 976 (1,5%)     |
| Азијати           | 183 (0,3%)     | 311 (0,5%)     |
| Хиспаноамериканци | 858 (1,5%)     | 2.145 (3,3%)   |
| Укупно            | 58.802         | 65.249         |